# Quindecimviri sacris faciundis
Die Quindecimviri sacris faciundis (wörtl.: „Fünfzehnmänner zur Durchführung von Opfern“) waren eines der vier höchsten römischen Priesterkollegien.

## Geschichte
Nach der später konstruierten Legende soll der römische König Tarquinius Priscus zwei Männer zur Deutung der Sibyllinischen Bücher eingesetzt haben, die als Duoviri sacris faciundis bezeichnet wurden. Während der Republik wurde ihre Zahl auf fünf erhöht, später auf zehn (Decemviri s. f.). Seit dem 1. Jahrhundert v. Chr. (wohl der Zeit Sullas) hatte das Kollegium fünfzehn Mitglieder und wurde dementsprechend als Quindecimviri s. f. bezeichnet. Dieser Name blieb erhalten, auch als die Mitgliederzahl unter Gaius Iulius Caesar auf sechzehn erhöht wurde. Seit Augustus das Recht besaß, unbegrenzt Mitglieder zu ernennen, lässt sich keine genaue Mitgliederzahl mehr bestimmen.

## Mitglieder
Ursprünglich war es wohl nur Patriziern gestattet, dem Kollegium anzugehören; seit dem Jahr 367 v. Chr. bestand seine Mitgliederschaft je zur Hälfte aus Patriziern und Plebejern. Wie bei den anderen hohen römischen Priesterschaften gehörten die Quindecimviri der Führungsschicht an. Die Mitgliedschaft war wie bei allen Priesterschaften eine Mitgliedschaft auf Lebenszeit.
Bekannte Quindecimvirn waren in der späten Republik zum Beispiel Marcus Porcius Cato, Publius Cornelius Dolabella, Marcus Vipsanius Agrippa und Oktavian, der spätere Augustus, während der Kaiserzeit der Historiker Tacitus.

## Aufgaben
Die wichtigste Aufgabe der Quindecimviri war die Bewahrung und Deutung der Sibyllinischen Bücher und die Durchführung der darin vorgeschriebenen Kulthandlungen. Ferner waren sie (allerdings wohl erst seit dem 1. Jahrhundert v. Chr.) mit dem Kult des Apollo verbunden und führten die ihm geweihten Spiele durch. Allgemein waren sie für die Ausübung und Pflege des Kultes nichtrömischer Gottheiten zuständig. Die Quindecemviri besaßen im Unterschied zu anderen Priesterschaften kein Amtslokal. Man traf sich aber regelmäßig im Haus eines der Kollegen zur Beratung.